# Décès en 1116
Décès
- 1112
- 1113
- 1114
- 1115
- 1116
- 1117
- 1118
- 1119
- 1120

Cette page dresse une liste de personnalités mortes au cours de l'année 1116 :
- 3 février : Coloman de Hongrie[1], roi de Hongrie.

- Archambaud VI de Bourbon, seigneur de Bourbon.
- Enguerrand Ier de Coucy, seigneur de Coucy, de Boves, de Marle et de La Fère, puis comte d'Amiens .
- Galon, évêque de Beauvais puis évêque de Paris.
- Hugues II (en), comte d'Empúries.
- Marie d'Écosse, fille du roi d'Écosse Malcolm III, membre de la maison de Dunkeld et comtesse de Boulogne.
- Malik Shah Ier, sultan seldjoukide de Rum.
- Owain ap Cadwgan, prince gallois de Powys.
- Ramiro II de Monzón, sire de Monzón.
- Robert d'Arbrissel, fondateur de l'Abbaye de la Roë, de l'Abbaye de Fontevraud et de l'ordre de Fontevraud.
- Robert de Caiazzo (en), noble italien.
- Từ Đạo Hạnh (en), moine vietnamien.
- Ulrich de Wurtemberg, seigneur de Wurtemberg.
- Yahya ben Tamim, souverain de la dynastie des Zirides d'Ifriqiya.

date incertaine (vers 1116)
- Léo d'Ostie, Cardinal-évêque d'Ostia Antica et chroniqueur de langue latine.
- Yves de Chartres, évêque de Chartres.

## Crédit d'auteurs
- Cet article est partiellement ou en totalité issu de l'article intitulé « 1116 » (voir la liste des auteurs).